# Provinz Huanta

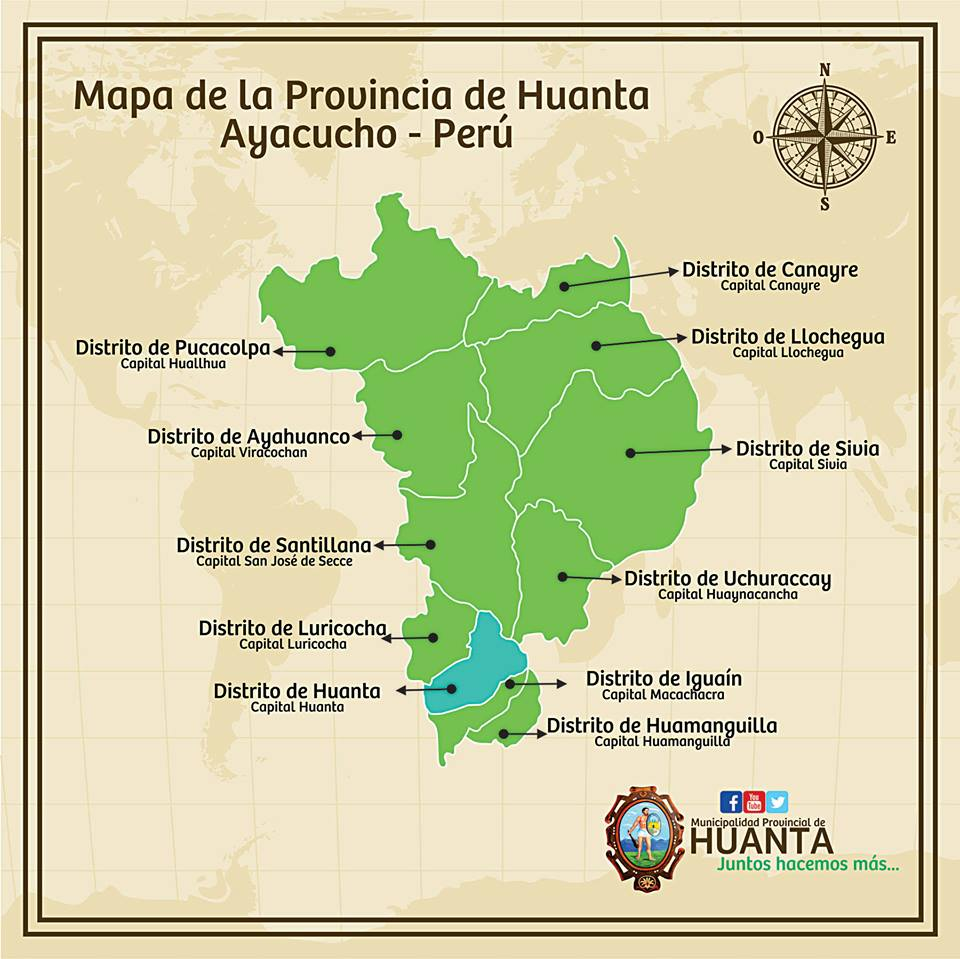
Lage der Distrikte

Die Provinz Huanta gehört zur Verwaltungsregion Ayacucho in Südzentral-Peru. Sie besitzt eine Fläche von 3879 km². Bei der Volkszählung 2017 wurden in der Provinz 89.466 Einwohner gezählt. 10 Jahre zuvor betrug die Einwohnerzahl 93.360. Verwaltungssitz ist die Stadt Huanta.

## Geographische Lage
Die Provinz Huanta liegt im Norden der Region Ayacucho. Die Provinz erstreckt sich über die peruanische Zentralkordillere. Die Flüsse Río Cachi, Río Mantaro, Río Apurímac und Río Piene bilden die Provinzgrenze im Westen, Norden, Osten und Südosten. Die Provinzhauptstadt Huanta liegt im äußersten Südwesten der Provinz.
Die Provinz Huanta grenzt im Westen an die Region Huancavelica, im Norden an die Region Junín, im Osten an die Provinz La Convención (Region Cusco), im Südosten an die La Mar sowie im Süden an die Provinz Huamanga.

## Verwaltungsgliederung
Die Provinz Huanta besteht aus 12 Distrikten. Der Distrikt Huanta ist Sitz der Provinzverwaltung.
| Distrikt     | Verwaltungssitz   |
| ------------ | ----------------- |
| Ayahuanco    | Viracochán        |
| Canayre      | Canayre           |
| Chaca        | Chaca             |
| Huamanguilla | Huamanguilla      |
| Huanta       | Huanta            |
| Iguaín       | Macachacra        |
| Llochegua    | Llochegua         |
| Luricocha    | Luricocha         |
| Pucacolpa    | Huallhua          |
| Santillana   | San José de Secce |
| Sivia        | Sivia             |
| Uchuraccay   | Huaynacancha      |